# Sommet du G7 de 1983
Pour un article plus général, voir Sommet du G8.
Le sommet du G7 1983, 9e réunion du G7, réunissait les dirigeants des 7 pays démocratiques les plus industrialisés, ou G7, du  28 au 30 mai 1983, dans la ville américaine de Williamsburg.

## Participants

Les dirigeants des États membres du G7 devant le Capitole de Williamsburg. De gauche à droite : Pierre Trudeau, Gaston Thorn, Helmut Kohl, François Mitterrand, Ronald Reagan, Yasuhiro Nakasone, Margaret Thatcher et Amintore Fanfani.

| Participants au G7            |                            |                     |                      |
| Membre                        | Membre                     | Représenté par      | Fonction             |
| Drapeau du Canada             | Canada                     | Pierre Trudeau      | Premier ministre     |
| Drapeau de la France          | France                     | François Mitterrand | Président            |
| Drapeau de l'Allemagne        | Allemagne de l'Ouest (RFA) | Helmut Kohl         | Chancelier           |
| Drapeau de l'Italie           | Italie                     | Amintore Fanfani    | Président du Conseil |
| Drapeau du Japon              | Japon                      | Yasuhiro Nakasone   | Premier ministre     |
| Drapeau du Royaume-Uni        | Royaume-Uni                | Margaret Thatcher   | Premier ministre     |
| Drapeau des États-Unis        | États-Unis                 | Ronald Reagan       | Président            |
| Drapeau de l’Union européenne | Commission européenne      | Gaston Thorn        | Président            |